# Ancien 7e arrondissement de Paris
Pour les articles homonymes, voir 7e arrondissement de Paris et 7e arrondissement.
On désigne par ancien 7e arrondissement de Paris le septième des douze anciens arrondissements de Paris créés en 1795 et ayant existé jusqu'en 1860, année de l'agrandissement de Paris et de la réorganisation en vingt arrondissements, par la loi du 16 juin 1859.

## Emplacement et délimitation
Le 7e arrondissement, d'une superficie de 72 ha, était composé de quatre quartiers contigus, au centre de Paris.
Il était délimité par le 4e arrondissement à l'ouest, la Seine et le 9e au sud, le 6e au nord et le 8e à l'est :
- place du Châtelet
- rue Saint-Jacques-de-la-Boucherie (rue disparue située entre les actuelles voies : rue de Rivoli et avenue Victoria)
- rue des Arcis (partie sud de l'actuelle rue Saint-Martin)
- rue Saint-Martin
- rue du Cimetière-Saint-Nicolas (actuelle rue Chapon)
- rue Chapon
- rue du Temple
- rue de la Corderie (aussi Vieille rue de la Corderie, actuelle rue de Bretagne)
- rue de Bretagne
- vieille rue du Temple
- rue des Francs-Bourgeois
- rue Neuve-Sainte-Catherine (partie est de l'actuelle rue des Francs-Bourgeois)
- rue Culture-Sainte-Catherine (actuelle rue de Sévigné)
- rue Saint-Antoine (actuelles rues Saint-Antoine et François-Miron)
- place Baudoyer
- rue de la Tixéranderie (rue disparue à l'emplacement approximatif de l'actuelle rue de Rivoli)
- place de l'Hôtel-de-Ville
- quai Pelletier (actuel quai de l'Hôtel-de-Ville), incluant la moitié des ponts Notre-Dame et au Change

Plan des 12 arrondissements de Paris entre 1795 et 1849.

- pompe Notre-Dame (corps de garde)
- quai de Gesvres
- place du Châtelet

## Historique

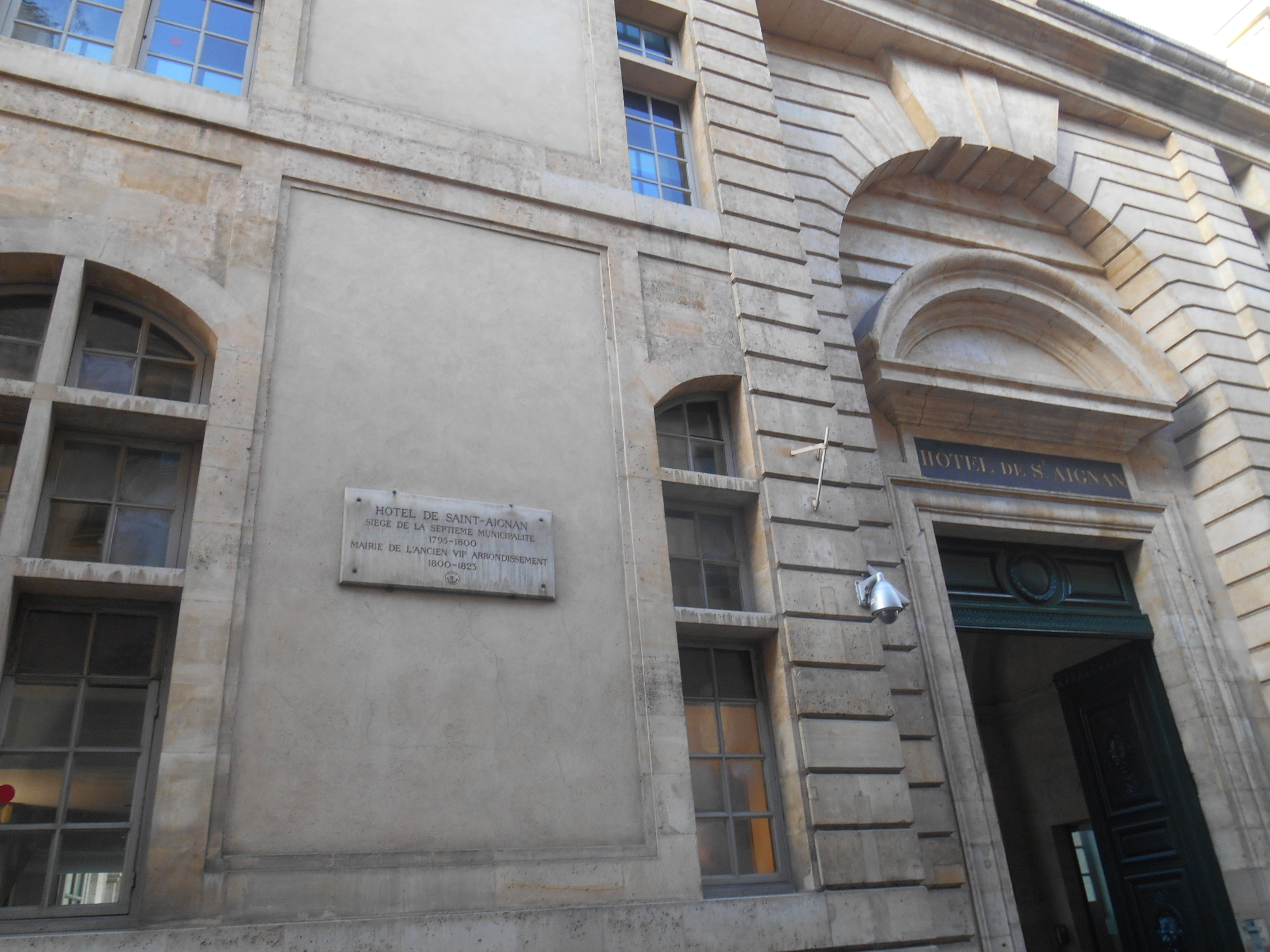
Hôtel de Saint-Aignan (mairie de l'ancien 7e), aujourd'hui Mahj.

Le 7e arrondissement de Paris, initialement dénommé « septième municipalité », est créé en 1795. Il regroupe quatre des 48 sections révolutionnaires délimitées en 1790 : la section de la Réunion, la section des Arcis, la section de l'Homme-Armé et la Section des Droits-de-l'Homme.
Cet arrondissement subsiste jusqu'en 1860.

## Quartiers
De 1811 à 1849
De 1811 à 1849, le 7e arrondissement est divisé en quatre quartiers :
1. Le quartier Sainte-Avoye[note 1]
2. Le quartier des Arcis[note 2]
3. Le quartier du Mont-de-Piété[note 3]
4. Le quartier du Marché-Saint-Jean[note 4]

De 1850 à 1860
De 1850 à 1860, le 7e arrondissement est divisé en trois quartiers :
1. Le quartier Saint-Merri
2. Le quartier du Mont-de-Piété
3. Le quartier des Archives

## Administration
La municipalité est installée en 1795 dans l'hôtel de Saint-Aignan, situé au no 160 de la rue Sainte-Avoye (renommée rue Avoye sous la Révolution, actuellement 71–73 rue du Temple). Vendu à d'Asnières en 1786, l'hôtel est confisqué à la Révolution française et son propriétaire émigre. La mairie reste jusqu'en 1823 avant de partir s'installer rue des Francs-Bourgeois dans un hôtel particulier alors situé au no 43.
En 1840, elle se déplace au 20 rue Sainte-Croix-de-la-Bretonnerie, dans un hôtel de 1696 du fermier général Romans. Lors du passage à 20 arrondissements, l'édifice devient la mairie du nouveau 4e arrondissement.

### Maires du7earrondissement
| Période   | Identité                           |
| --------- | ---------------------------------- |
| 1795-1798 | M. Blondel                         |
| 1798-1800 | M. Wulliez                         |
| 1800-1807 | Jean Dupont                        |
| 1807-1807 | Urbain Firmin Piault,              |
| 1808-1814 | Louis Doulcet d'Egligny,           |
| 1814-1818 | Louis-Étienne Le Peletier d'Aulnay |
| 1818-1829 | Louis-Denis Péan de Saint-Gilles   |
| 1829-1830 | Desain de Saint-Gobert             |
| 1830-1832 | Louis-François Marchand            |
| 1832-1848 | Jean-Baptiste Martin Moreau,       |
| 1848-1860 | Louis Arnaud-Jeanty aîné           |

## Démographie
| 1793 | 1800   | 1806 | 1816   | 1821 | 1831   |
| ---- | ------ | ---- | ------ | ---- | ------ |
| -    | 38 318 | -    | 56 245 | -    | 59 415 |

| 1836   | 1841   | 1846   | 1851   | 1856   | - |
| ------ | ------ | ------ | ------ | ------ | - |
| 68 407 | 66 382 | 72 893 | 69 735 | 65 631 | - |

## Évolution

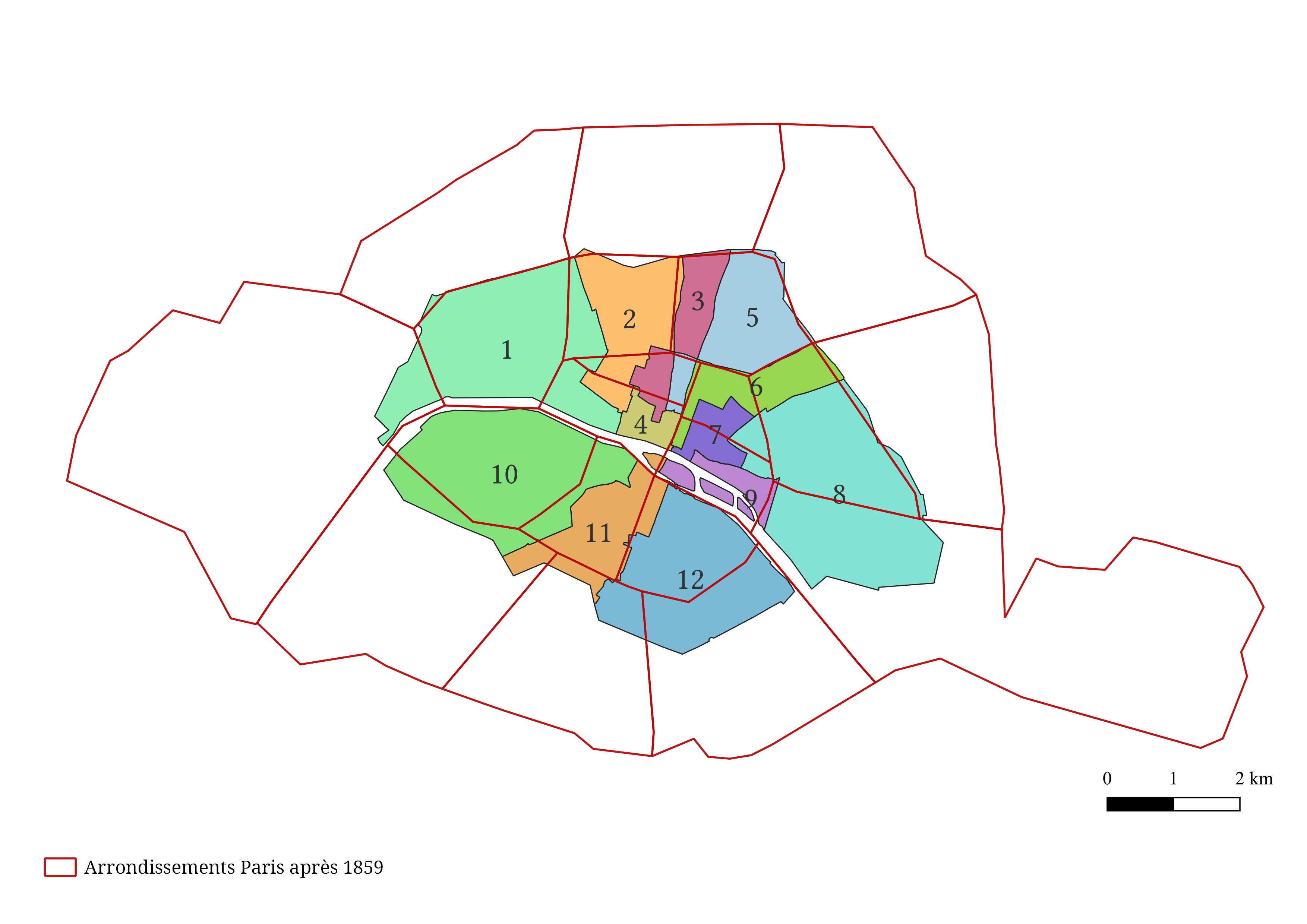
Superposition des anciens arrondissements avec les nouveaux d'après 1859 (en rouge).

En 1860, le septième arrondissement ancien disparaît dans le cadre de l'agrandissement de Paris et de son découpage en vingt nouveaux arrondissements, en application de la loi du 16 juin 1859. Son territoire est réparti entre les nouveaux 3e et 4e arrondissements.